# Altener
Altener (Alternative Energy, Energies Alternatives, Energie Alternatywne) – program Unii Europejskiej, który ma wspomagać badania związane z wykorzystywaniem odnawialnych i alternatywnych źródeł energii: wodnej, geotermalnej, wiatru lub słońca. Program został zainaugurowany w 1993 roku i trwał do 1997 roku, posiadał budżet 40 milionów ECU. Program był odpowiedzią na przedstawione w 1988 roku przez Komisję Europejską cele wspólnej polityki energetycznej.
Komisja Europejska w 1997 roku postanowiła kontynuować program pod nazwą Altener II, który wspiera również projekty dotyczące redukcji emisji dwutlenku węgla.

## Cele programu
Program wyznaczał konkretne cele, które miały zostać osiągnięte do 2005 roku:  
- zwiększenie użycia odnawialnych źródeł energii w krajach Unii Europejskiej z 4% w 1991 roku do 8%
- zmniejszenie emisji dwutlenku węgla o 180 Mt
- wzrost udziału biopaliw do 5%